# Формула мессы
Формула мессы (лат. Formula missae et communionis pro ecclesia Vuittembergensi) — работа Мартина Лютера, установившая канон для лютеранского богослужения. Опубликована в Виттенберге в 1523 году.

## Структура
1. Интроит (Introitus), Псалмы.
2. Kyrie (Kyrie eleison) и Gloria in excelsis Deo.
3. Коллекта и Апостол (lectio Epistolae).
4. Градуал (Graduale) и Аллилуйя.
5. Чтение Евангелия (Euangelii lectio).
6. Никейский Символ веры (Symbolum Nicenum).
7. Проповедь.
8. Консекрация, offertorium — приготовление святых даров на алтаре.
9. Sursum corda («вознесите сердца»), Префация, установительные слова Hic calix est novi testamenti in meo sanguine («сия чаша есть Новый Завет в моей крови»).
10. Sanctus.
11. Agnus Dei.
12. Причастие.
13. Аароново благословение (Benedictus).